# Те ноћи
Те ноћи је југословенски филм из 1958. године. Режирао га је Јован Живановић а сценарио је написао Мирослав Суботички.

## Радња
У току новогодишње ноћи у руднику се догодила несрећа. Треба укључити струју како би затрпани рудари добили кисеоник. Од укључивања струје зависи да ли ће Павле, убити бившег љубавника своје жене који ради на далеководу или ће да спаси рударе.

## Улоге
| Глумац                   | Улога                           |
| ------------------------ | ------------------------------- |
| Раде Марковић            | Павле                           |
| Миланка Удовички         | Марија                          |
| Јован Милићевић          | Мирко                           |
| Михајло Викторовић       | Малиша                          |
| Љиљана Вајлер            | Малишина девојка                |
| Јован Јанићијевић Бурдуш | Душан                           |
| Даниел Обрадовић         | Мехо                            |
| Павле Вуисић             | Драгиша                         |
| Никола Поповић           | Алија                           |
| Јован Ранчић             | Вељко                           |
| Мија Алексић             | Јанко                           |
| Дара Чаленић             | Нада                            |
| Никола Милић             | Келнер                          |
| Северин Бијелић          | Милиционер Миле                 |
| Велимир Бата Живојиновић | Јова                            |
| Милан Срдоч              | дежурни на телефонској централи |
| Драгослав Поповић        | Стари                           |
| Миодраг Поповић Деба     | Мића                            |
| Драгослав Радоичић Бели  | Станко                          |
| Ђокица Милаковић         | Кафеџија Сима (као Ђ Милаковић) |
| Предраг Милисављевић     | директор електране              |
| Душан Вујисић            | пијанац                         |
| Драган Јанковић          | Гојко                           |
| Боса Стојадиновић        |                                 |
| Боривоје Стојановић      |                                 |
| Бранимир Тори Јанковић   |                                 |
| Никола Симић             | Малишин друг                    |
| Жарко Митровић           | Новинар Пера                    |

Комплетна филмска екипа  ▼
| Редитељ                   | Јован Живановић        |                                    |
| Сценариста                | Славко Јаневски        |                                    |
| Сценариста                | Богдан Јовановић       |                                    |
| Сценариста                | Мирослав Суботички     | (писац)                            |
| Композитор                | Бојан Адамич           |                                    |
| Директор фотографије      | Александар Секуловић   |                                    |
| Монтажер                  | Јелена Бјењаш          |                                    |
| Сценограф                 | Зоран Зорчић           |                                    |
| Уметнички директор        | Властимир Гаврик       |                                    |
| Декоратер сцене           | Сава Стошић            |                                    |
| Костимограф               | Мира Глишић            |                                    |
| Одсек за шминку           | Ванда Петровић         | шминкерка                          |
| Менаџер продукције        | Момчило Додочић        | организатор (као М. Додочић)       |
| Менаџер продукције        | Миодраг Микос Петровић | организатор                        |
| Менаџер продукције        | Радивоје Поповић       | директор филма                     |
| Помоћник режије           | Димитрије Станчуловић  | помоћник редитеља                  |
| Помоћник режије           | Мирослав Суботички     | помоћник редитеља                  |
| Уметнички одсек           | Ђура Рашић             | сет дизајнер                       |
| Одсек за звук             | Милан Тричковић        | тон мајстор                        |
| Одсек за камеру и расвету | Здравко Игњатовић      | пратилац камере (као З. Игњатовић) |
| Одсек за камеру и расвету | Петар Љутић            | пратилац камере                    |
| Одсек за камеру и расвету | Живорад Милић          | фотограф                           |
| Одсек за костим           | Марија Пешић           | гардеробер                         |
| Одсек за монтажу          | Љубица Нешић           | асистент монтажера                 |
| Остала екипа              | Нада Недељковић        | секретар режије                    |